# 'Anin
'Anin, en arabe : عانين, est un village du gouvernorat de Jénine en Cisjordanie, dans le nord de la Cisjordanie. Selon le recensement du Bureau central palestinien des statistiques, la localité compte une population de 4 216 habitants en 2017.